# Homole (hrad)
Homole je zřícenina hradu, který se nacházel do roku 1477 na východní hranici Hradeckého kraje proti Kladsku a s celým homolským panstvím byl v tomto roce připojen ke Kladskému hrabství. V roce 1440 hrad dobyl táborský hejtman Jan Kolda ze Žampachu. 
Tržním střediskem panství bylo městečko Dušníky (Duszniki-Zdrój, do roku 1945 Bad Reinerz). Celé někdejší homolské panství se dnes nachází na polském území. Z hradu na strmé homoli v blízkosti silnice z Náchoda do města Kladska se po jeho zničení v 16. století zachovala pouze spodní část válcové věže.